# Instituto Costarricense de Pesca y Acuicultura

El Instituto Costarricense de Pesca y Acuicultura es una institución autónoma costarricense que regula las actividades pesqueras y su relación con el ambiente. Fue creado al promulgarse  la Ley N° 7384 el 16 de marzo de 1994. Tiene sede en la provincia de Puntarenas que es eminentemente pesquera. 
Su labor se describe como:

1.  Coordinar el sector pesquero y acuícola, promover y ordenar el desarrollo de la pesca, la caza marítima, la acuicultura y la investigación; así mismo fomentar, sobre la base de criterios técnicos y científicos, la conservación, el aprovechamiento y el uso sostenible de los recursos biológicos del mar y de acuicultura.

2. Normar el aprovechamiento racional de los recursos pesqueros, que tiendan a lograr mayores rendimientos económicos, la protección de las especies marinas y de acuicultura.

3.  Elaborar, vigilar y dar seguimiento a la aplicación de la legislación, para regular y evitar la contaminación de los recursos marítimos y de acuicultura, como resultado del ejercicio de la pesca, de la acuicultura y de las actividades que generen contaminación, la cual amenace dichos recursos.